# لكس فان هايفتن
لكس فان هايفتن (بالهولندية: Lex van Haeften)‏ (26 يونيو 1987 بخاودا في هولندا - ) هو لاعب كرة قدم هولندي في مركز حراسة المرمى. لعب مع نادي إكسلسيور.